# 公孙丑
公孫丑（?—?），戰國時齊國人，孟子弟子，終身未仕。公孫丑與孟子關係密切，常侍孟子左右，是《孟子》的主要作者之一，其中並有一篇以其名命名。北宋政和五年（1115年），公孫丑被詔封為壽光伯。著有《公孫子》一書，現已失傳。陵墓在今山東省曲阜市陵城鎮，為曲阜市文物保護單位。
在孟子死後，孟仲子等許多昔日孟子弟子便以公孫丑為師。《韓非子》書中曾提及儒家在孔子逝後可分為八個派別，其中一系即為「孫氏之儒」或稱「公孫氏之儒」，可能就是指公孫丑與其門生，屬於傳《易經》之儒。

## 生平
孟子曾在齊國作客卿，公孫丑常侍孟子左右。公孫丑問孟子，如果孟子執掌齊國國政，是否可以重現管仲、晏嬰的功績。孟子引用曾子之孫曾西之言，表示對管晏助長霸道的不齒，並表示對周文王王道的景仰。公孫丑繼續問，如果孟子可使齊國稱霸乃至稱王，這件事是否能使他動心呢？孟子回答，自己過了四十歲後便不再動心了，並講述不動心的方法，也說明自己的不動心與告子的不動心有何差異，引申出「養氣」之論。最後公孫丑追問孟子是否已經達到聖人的境界，孟子回答連孔子都不敢稱自己為聖人，何況自己，也說自己一直只以孔子為目標學習。 
一日，齊王派使者來告訴孟子自己生病了，無法親自來見孟子，並問孟子可否明日上朝相見。孟子則回答，自己也不幸染疾，不能上朝。第二天，孟子準備出門到齊大夫東郭氏家中弔唁。公孫丑問孟子，昨日才以生病為藉口推辭上朝，今天卻出門弔喪，是否不太合適。孟子說，昨天我生病，今天就痊癒了，為什麼不能去弔喪呢？於是出門。後來齊王派使者與醫者來拜訪孟子撲空，家中的孟仲子便對使者說，今日孟子病已稍癒，現在已經在前往朝廷的路上了。使者離開後，孟仲子便派人去找孟子，請孟子不要回家，趕緊去上朝。孟子不願上朝，而孟仲子又不讓孟子回家，於是到齊大夫景丑氏家中借宿，而與景丑有忠君敬主之辯。
孟子曾為齊王出弔滕國，諂臣王驩為其副使。王驩早晚都來見孟子，孟子卻從未在路上與其談話。公孫丑問孟子為何不與王驩談話，孟子表示有司已處理妥當，便沒什麼好與他說的。
孟子離開齊國後，公孫丑曾問孟子為何在齊國為官卻不受俸祿，也曾問孟子為何不求見諸侯與為官。
公孫丑認為孟子之道過於高妙，曾問孟子可否降低一點標準以便弟子們學習。孟子則說，道不能任意更易，所以君子教人，只能在適中的情況下讓有能力的學生來跟從。
公孫丑曾問孟子君子教育子女之事、曾子之孝道。
公孫丑在政事上與孟子有過許多答問。公孫丑曾問孟子為何因樂正克在魯國為官而高興、伊尹放逐太甲之事、齊宣王欲縮短服喪期之事、為何梁惠王不仁等。
公孫丑常請教孟子《詩經》。公孫丑曾以高子之語問孟子〈小弁〉、也曾問過〈凱風〉、〈伐檀〉。
《孟子外書》記載，孟母葬禮上，公孫丑負責操辦賓客之事。

## 稱號
- 北宋政和五年（1115年）：壽光伯
- 明朝萬曆三十九年（1611年）：先賢公孫子